# Super Formula
De Super Formula, voorheen Formule Nippon, is een Japanse autoraceklasse. Het kampioenschap werd opgericht in 1996 en is de opvolger van de Japanse Formule 3000, dat weer de opvolger was van de Japanse Formule 2.

## Auto

### 1e Generatie

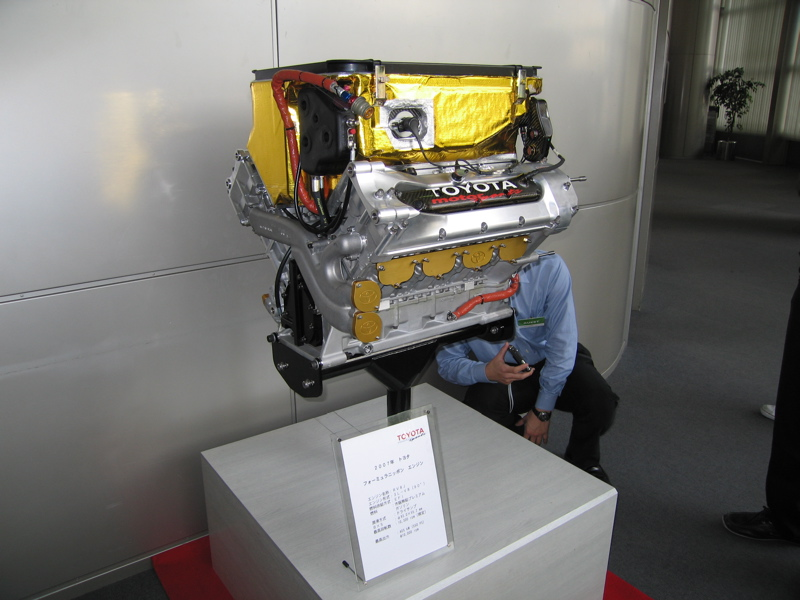
Een Toyota RV8J motor uit het jaar 2006.

In het begin van de raceklasse deden er Formule 3000 auto's van de merken Reynard en Lola mee. Deze auto's werden verder ontwikkeld maar compleet nieuwe auto's kwamen er niet. Toen Reynard in 2002 failliet ging, zorgde alleen Lola voor de auto's. In 2006 ontwikkelde Lola een geheel nieuw chassis, de FN06. In deze nieuwe auto zijn nieuwe materialen toegepast, en ook het aerodynamische pakket is aangepast. Er kwamen ook nieuwe motoren, de teams hebben nu de keuze uit Toyota en Honda, voorheen alleen Mugen-Honda. De motor is een 3-Liter V8 met een vermogen van 550 pk. Het is mogelijk om de motor te laten tunen door privé bedrijven zoals Judd, TOM's en Mugen. Elk team moet gedurende drie jaar dezelfde motor fabrikant houden. Bridgestone verzorgt de banden voor dit kampioenschap. Voorheen deed Yokohama dat ook, maar om de kosten te drukken werd overgegaan naar één bandenmerk voor het hele kampioenschap.

### 2e Generatie
Swift Engineering ontwikkelde een nieuw chassis voor het seizoen 2009, de FN09. Die nieuwe auto is hoger, breder en langer. Hierbij is hij ook zwaarder, van 660kg naar 670 kg. De tank heeft een inhoud van 115L, en de auto is voorzien van koolstof remmen. De motor heeft een inhoud van 3,5L en levert 600 pk.

#### 2014 - heden
Vanaf het seizoen 2014 zal gereden worden met een nieuw chassis, de Dallara SF14. Deze auto zal voorzien zijn van een led-scherm aan de zijkant van de auto. Dallara onhulde deze auto in Tokyo op 25 maart 2013. De auto zal worden aangedreven door een 2.0 liter turbo motor. Toyota en Honda hebben deze ontwikkeld en er zal ruimte zijn om deze door te ontwikkelen.

## Kampioenen
| Japanse Formule 2000 | Japanse Formule 2000   | Japanse Formule 2000             |
| Jaar                 | Coureur                | Team                             |
| -------------------- | ---------------------- | -------------------------------- |
| 1973                 | Motoharu Kurosawa      |                                  |
| 1974                 | Noritake Takahara      |                                  |
| 1975                 | Kazuyoshi Hoshino      |                                  |
| 1976                 | Noritake Takahara      |                                  |
| 1977                 | Kazuyoshi Hoshino      |                                  |
| Japanse Formule 2    |                        |                                  |
| 1978                 | Kazuyoshi Hoshino      |                                  |
| 1979                 | Keiiji Matsumoto       |                                  |
| 1980                 | Masahiro Hasemi        |                                  |
| 1981                 | Satoru Nakajima        |                                  |
| 1982                 | Satoru Nakajima        |                                  |
| 1983                 | Geoff Lees             | John Player Special Team Ikuzawa |
| 1984                 | Satoru Nakajima        | Heroes Racing                    |
| 1985                 | Satoru Nakajima        | Heroes Racing With Nakajima      |
| 1986                 | Satoru Nakajima        | Heroes Racing With Nakajima      |
| Japanse Formule 3000 |                        |                                  |
| 1987                 | Kazuyoshi Hoshino      | Hoshino Racing                   |
| 1988                 | Aguri Suzuki           | Footwork Sports Racing Team      |
| 1989                 | Hitoshi Ogawa          | Auto Beaurex Motorsport          |
| 1990                 | Kazuyoshi Hoshino      | Cabin Racing Team With Impul     |
| 1991                 | Ukyo Katayama          | Cabin Racing                     |
| 1992                 | Mauro Martini          | Team Nova                        |
| 1993                 | Kazuyoshi Hoshino      | Impul                            |
| 1994                 | Marco Apicella         | Dome                             |
| 1995                 | Toshio Suzuki          | Hoshino Racing                   |
| Formule Nippon       |                        |                                  |
| 1996                 | Ralf Schumacher        | X Japan Team Le Mans             |
| 1997                 | Pedro de la Rosa       | Shionogi Team Nova               |
| 1998                 | Satoshi Motoyama       | Lemoned Racing Team Le Mans      |
| 1999                 | Tom Coronel            | Piaa Nakajima Racing             |
| 2000                 | Toranosuke Takagi      | Nakajima Racing                  |
| 2001                 | Satoshi Motoyama       | Team Impul                       |
| 2002                 | Ralph Firman           | Nakajima Racing                  |
| 2003                 | Satoshi Motoyama       | Team Impul                       |
| 2004                 | Richard Lyons          | Dandelion Racing                 |
| 2005                 | Satoshi Motoyama       | Team Impul                       |
| 2006                 | Benoît Tréluyer        | Team Mobilecast Impul            |
| 2007                 | Tsugio Matsuda         | Team Mobilecast Impul            |
| 2008                 | Tsugio Matsuda         | Team Mobilecast Impul            |
| 2009                 | Loïc Duval             | Nakajima Racing                  |
| 2010                 | João Paulo de Oliveira | Team Impul                       |
| 2011                 | André Lotterer         | Petronas Team TOM's              |
| 2012                 | Kazuki Nakajima        | Docomo Team Dandelion Racing     |
| Super Formula        |                        |                                  |
| 2013                 | Naoki Yamamoto         | Team Mugen                       |
| 2014                 | Kazuki Nakajima        | Petronas Team TOM's              |
| 2015                 | Hiroaki Ishiura        | P.mu/cerumo・INGING              |
| 2016                 | Yuji Kunimoto          | P.mu/cerumo・INGING              |
| 2017                 | Hiroaki Ishiura        | P.mu/cerumo・INGING              |
| 2018                 | Naoki Yamamoto         | Team Mugen                       |
| 2019                 | Nick Cassidy           | DoCoMo Team Dandelion Racing     |
| 2020                 | Naoki Yamamoto         | DoCoMo Team Dandelion Racing     |
| 2021                 | Tomoki Nojiri          | Team Mugen                       |
| 2022                 | Tomoki Nojiri          | Team Mugen                       |
| 2023                 | Ritomo Miyata          | Vantelin Team TOM'S              |
| 2024                 | Sho Tsuboi             | Vantelin Team TOM'S              |